# Nathan Chyträus
Nathan Chyträus (Nathan Chytraeus, Nathanael Kochhaff, * Menzingen, 15 de Março de 1543 - † Bremen, 25 de Fevereiro de 1598), foi humanista, teólogo, grecista, latinista, poeta e filólogo alemão.  Era filho do pastor protestante Matthäus Kochhafe (Brackenheim, 1495 - Menzingen, 1559) e irmão mais jovem de David Chyträus.  É considerado o poeta mais importante do alto humanismo da Alemanha.  Quando tinha dez anos (1553) frequentou a Escola Latina em Estrasburgo, onde Johannes Sturmius foi diretor.
Em 1555 matriculou-se em Rostock onde mais tarde (1565) seria Professor de Poesia e de Latim e posteriormente (1593) reitor em Bremen.  Suas poesias foram escritas em Latim e alemão.  Foi um dos primeiros eruditos a se interessar pela Filologia do alemão falado na antiguidade.  Em 1582 ele publicou o seu Dicionário de Nomenclatura latino-saxônica, que foi publicado várias vezes.  Em 1564 foi convidado por Ulrico III de Mecklemburgo-Güstrow para dar aula de Latim em Rostock.
Antes de assumir seu posto em Rostock fez uma viagem de 2 anos pela Dinamarca, Inglaterra, Holanda, França e Itália.  Acredita-se ter sido ele o fundador da biblioteca de Rostock em 1569, que começou com a doação de sua própria cópia das obras de Platão, e a sua imagem foi gravada na fachada do edifício em 1 de Fevereiro de 1580, e mais tarde tornou-se Reitor do colégio educacional em Rostock.  Foi autor de inúmeros poemas e ensaios em Latim.
Em 1568, casou-se com Getrud Prenger, cujo pai era um rico comerciante em Rostock, e a irmã dela foi casada com o influente religioso Simon Pauli, O Velho.  Eles tiveram 11 filhos em Rostock, cinco ou seis deles morreram ainda criança.
Em 1592, depois de uma demorada controvérsia por causa de suas tendências calvinistas, foi dispensado, e foi convidado para ir a Bremen, onde o calvinismo era melhor aceito, e em 18 de Setembro de 1593, tornou-se reitor e professor do Ginásio de Bremen.  Uma outra criança nasceu (a décima segunda) em Bremen.
Os filhos de Nathan também foram eruditos bem sucedidos.  Um filho seu, Christoph, tornou-se pastor protestante na Igreja de Santo Ansgário em Bremen, e seu filho mais jovem, Christian, foi pastor do Palatinato e em Mulhausen.  Suas filhas Gertrud e Christiane foram casadas com um professor de eloquência e preceptor em Bremen e um pastor também em Bremen.  Nathan morreu 25 de Fevereiro de 1598, aos 55 anos, seis anos depois de chegar em Bremen.

## Obras
- Poematum libri septemdecem, Hundert Fabeln, 1579, 1591, centenas de fábulas em homenagem a Esopo,
- Tragedia Abrahami Opfer, 1595. (drama)
- Ludi litterarii (Jogos literários, drama, 1580)
- Poematum Nathanis Chytraei praeter sacra omnium libri septendecim. Rostock 1579. Digitalizado por CAMENA
- Nomenclator latinosaxonicus Rostock 1582. Reimpressão, com prefácio de Gilbert de Smet, Hildesheim, New York: Olms 1974 (Documenta linguistica: Reihe 1, Dicionários dos séculos XV e XVI) ISBN 3-487-05277-6
- Aemilius Probus, seu Cornelius Nepos, De Vita Excellenium Imperatorum. Sextus Aurelius Victor De viris Illustribus. In usum scholarum ... Barth 1590
- Hundert Fabeln. Frankfurt 1591
- Christliche und richtige Glaubens bekendnus. (s.l.) 1592
- Fastorum ecclesiae Christianae libri duodecim. 1594 (História do ano litúrgico)
- Carmina et epigrammata sacra. 1595.
- VARIORUM IN EVROPA ITINERVM DELICIAE SEV, EX VARIIS MANV-SCRIPTIS SELECTIORA TANTUM INSCRIPTIONVM MAXIME RECENTUM MONUMENTA: Quibus passim in Italia et Germania, Helvetia et Bohemia Dania et Cimbria, Belgia et Gallia, Anglia et Polonia etc. Templa, Arae, Scolae, Bibliotecae, musaea, arces, palatia, tribunalia, portae, arcus triumphales, obelisci, pyramides, nosodochia, armamentaria, propugnacula, portus, asyla, aedes, coenacula, horologia, pontes, limites, horti, villae, apiaria, thermae, fontes, monetae, statuae, tabulae, emblemata, cippi, facella, sepulchra, &c. conspicua sunt. Herborn: 1594.
- Io. Casae Galateus Das ist das Buechlein von erbarn hoeflichen und holdseligen Sitten, 1597. Edição reimpressa em Frankfurt 1607 Tübingen: Niemeyer 1984 (Reimpressão em alemão: Série Barroca; 34) ISBN 3-484-16034-9
- Der Alte Todtentantz Sächsisch wie derselbe für Achtzig Jahren in der Keyserlichen Stadt Lübeck in öffentlichen Truck ausgegangen. Bremen: Arent Wessels Erben 1597